# 93-я дивизия ПВО
93-я дивизия противовоздушной обороны (сокр. 93 дпво, в/ч 03103) — тактическое соединение Воздушно-космических сил Российской Федерации.
Части дивизии дислоцируются в Приморском крае. Управление соединения расположено во Владивостоке.

## История
1 февраля 1957 г. на основании приказа Министра Обороны СССР было сформировано соединение противовоздушной обороны на приморском направлении.
Военнослужащие соединения в разные годы участвовали в боевых действиях в Корее, на Кубе, во Вьетнаме, Египте, Сирии, Эфиопии, Анголе, Афганистане. С момента создания бригады орденами и медалями награждено более 10 тыс. военнослужащих соединения, а 22 человека стали Героями Советского Союза.
В 2009 году дивизию переформировали в 12-ю бригаду воздушно-космической обороны (ВКО) в составе 3-го командования ВВС и ПВО. В 2014 году соединению вернули прежнее наименование 93-я дивизия ПВО.

## Состав
- 1533-й гвардейский зенитный ракетный полк, в/ч 40083 (Золотая Долина)[3]
- 589-й зенитный ракетный полк, в/ч 83266 (Находка)
- 344-й радиотехнический полк, в/ч 30986 (Артём)[4]